# Museo della musica (Basilea)
Il Museo della musica (tedesco: Musikmuseum) del Museo storico di Basilea  nell'ex prigione del Lohnhof ospita la più grande collezione di strumenti musicali della Svizzera. Il museo è stato inaugurato nel 2000 e illustra cinque secoli di storia della musica europea, presentati in base a tre temi centrali: strumenti dal XVI al XX secolo; concerto, corale e danza; parata, festa e segnali. Grazie a un sistema informativo multimediale è inoltre possibile vivere gli strumenti anche dal punto di vista acustico.